# Lori Garver
Lori Beth Garver född 21 maj 1961 i Lansing, Michigan är VD för det filantrofiska initiativet Earthrise Alliance som hon var med och grundade. Garver var vice administratör för NASA 2009 – 2013. Hon blev nominerad av Barack Obama 24 maj 2009, tillsammans med Charles Bolden som vice administratör för NASA.
Garver är en av grundarna till Brooke Owens Fellowship, vilket erbjuder betalda sommarpraktikplatser till universitetskvinnor som planerar att satsa på flyg- eller rymdkarriärer.

## Utbildning
Lori Garver föddes i Lansing, Michigan, år 1961, och tog examen från Haslett High School i Haslett, Michigan, år 1979. År 1983 tog hon sin kandidatexamen i Statsvetenskap och Ekonomi från Colorado College. Under tiden hon arbetade med Senator John Glenn, 1983-1984, blev hon intresserad av rymden och tog sedan sin masterexamen inom Vetenskap, teknik och offentlig politik på George Washington University år 1989.

## Karriär
Garver arbetade för NASA 1996 – 2001 och återvände mellan 2009 och 2013 som vice administratör. Den 6 augusti 2013 annonserades det officiellt att Garver skulle lämna NASA den 6 september 2013. Den 9 september samma år började hon som General Manager på Air Line Pilots Association.
Garver kom till Washington år 1983 för att arbeta för den dåvarande senatorn John Glenn. Efter att Glenn inte utnämnts till demokraternas presidentkandidat 1984 började hon arbeta för National Space Society, där hon var organisationens talesperson som framträdde ofta på nationell tv och vittnade regelbundet på Capitol Hill. NSS jobbet behöll hon fram till 1996 då hon började som politisk rådgivare åt Daniel Goldin på NASA. Efter att ha arbetat på NASA, anställdes Garver som VP för DFI corporate Services från 2001 till 2003. Från januari 2001 fram till hennes nominering som vice administratör för NASA var hon konsult på heltid som VD för Capital space och LLC samt senior rådgivare för rymd på Avascent group.
Garver är den fjärde längst sittande administratören för NASA, efter Hugh Dryden, George Low och Alan Lovelace.
Garver grundade Brooke Owens Fellowship 2016, i syfte att stötta universitetskvinnor som planerar att satsa på flyg- eller rymdkarriärer genom att erbjuda betalda sommarpraktikplatser.
Sedan 2019 är Garver VD för det filantrofiska initiativet Earthrise Alliance som hon var med och grundade. 

## Filmografi
Garver har även medverkat i tre dokumentärer. Hon medverkade i Brotherhood 2.0 säsong 5 avsnitt 84, Movies That Shook the World säsong 1 avsnitt 4 och Return to Space.

## Priser och utmärkelser
Garver har tagit emot ett flertal priser och utmärkelser, så som Lifetime Achievement award från Women in Aerospace, tre servicemedaljer från NASA och Alumni Achievement Award från George Washington University. 
Garver tog även emot ett NSS Robert A. Heinlein Memorial Award för hennes arbete med att främja organisationens Cargo Resupply Services (CRS) och Commercial Crew Programs (CCP), vilket markerade början på ett nytt samarbete mellan NASA och den privata industrin. 